# Hayatte Abderahim Ndiaye
Hayatte Abderahim Ndiaye est une architecte tchadienne. Elle est la toute première femme architecte du Tchad. Du 6 juillet 2019 en 2022, elle est la  présidente de l’Ordre National des Architectes du Tchad, en abrégé ONAT. Elle est fondatrice de Hayatt Architecture.

## Biographie

### Enfance, formation et débuts
Hayatte Ndiaye a étudié à l’Institut supérieur d’architecture Victor Horta de Bruxelles. 

### Carrière

#### Présidente de l'ONAT
Avant d'être élue présidente de l'ONAT à l’issue d’une Assemblée générale élective tenue le 6 juillet 2019, elle a exercé comme architecte durant 13 années ayant fondé Hayatt Architecture. Elle est présidente de cette institution et la première femme à occuper ce poste dans le pays,. Elle défend une architecture durable et adaptées aux réalités climatiques et environnementales du Tchad. En avril 2018, elle initie la première Journée de l’Habitat durable au Sahel,. Elle est aussi présidente de l'Association des Femmes Osant la Reussite et le Combat pour l'Equité (FORCE). Le 6 mai 2022, sous sa direction se tient la célébration du 10ème anniversaire de l'ONAT avec la participation des ordres nationaux d'architectes de plusieurs autres pays africains. Le Secrétaire général du Ministère de l’Aménagement des Affaires foncières, du Développement de l’habitat et de l’urbanisme, Alaina Yacoub Possey, préside les travaux du Congrès sur le bilan et les perspectives de l'ONAT au bout de dix ans d'existence. 

#### Carrière après l'ONAT
Au terme de son mandat de trois ans comme présidente de l'ONAT, elle est élue membre du Conseil de l’Union Internationale des Architectes (UIA) à Copenhague au Danemark, lors de l'assemblée générale élective de cette institution mondiale. Elle est nommée en 2024 au Premier Ministère tchadien en tant que Conseillère à l’aménagement du territoire, à l’habitat et à l’urbanisme. 